# Liste der Baudenkmäler in Fürth-Ronhof
In der Liste der Baudenkmäler in Ronhof sind die Baudenkmäler im Fürther Ortsteil Ronhof aufgelistet. Zu diesen Baudenkmälern gibt es auch eine Bildersammlung.
Diese Liste ist eine Teilliste der Liste der Baudenkmäler in Fürth. Grundlage der Liste ist die Bayerische Denkmalliste, die auf Basis des bayerischen Denkmalschutzgesetzes vom 1. Oktober 1973 erstmals erstellt wurde und seither durch das Bayerische Landesamt für Denkmalpflege geführt und aktualisiert wird. Die folgenden Angaben ersetzen nicht die rechtsverbindliche Auskunft der Denkmalschutzbehörde.

## Baudenkmäler nach Straßen
| Lage                                | Objekt        | Beschreibung | Akten-Nr.                | Bild           |
| ----------------------------------- | ------------- | --- | ------------------------ | -------------- |
| Ronhofer Hauptstraße 192 (Standort) | Wohnstallhaus | Erdgeschossiger giebelständiger Sandsteinquaderbau mit Steilsatteldach, Dachgauben und profilierten Fenstersohlbänken, Ende 18. Jahrhundert.                                                                   | D-5-63-000-1542 Wikidata | weitere Bilder |
| Ronhofer Hauptstraße 200 (Standort) | Wohnstallhaus | Erdgeschossiger giebelständiger Sandsteinquaderbau mit Satteldach und profilierten Fenstersohlbänken, bez. 1822; Einfriedung, Sandsteinquadermauer mit profilierten Decksteinen, erste Hälfte 19. Jahrhundert. | D-5-63-000-1543 Wikidata | weitere Bilder |